# Ignacio Brianchanínov
San Ignacio o Ignati (nombre laico Дмитрий Александрович Брянчанинов Dmitri Aleksándrovich Brianchanínov; Pokróvskoe, Rusia, 5 de febrero de 1807 - 30 de abril de 1867) nació el 5 de febrero de 1807 en Pokróvskoe, poblado de la gobernatura de Vólogda. La antiqua familia noble de Brianchanínov procede del boyardo Mijaíl Brianko quien cayó como héroe en la batalla de Kulikovo bajo el confalón del gran príncipe san Dmitri Donskói.
Es famoso por sus obras literarias espirituales y eclesiásticas.
El jerarca falleció el 30 de abril de 1867. Desde junio de 1988, las reliquias del santo reposan en el templo de El Salvador, en el monasterio de la Presentación del Togla, en Yaroslavl.